# HD33629
HD33629 є хімічно пекулярною зорею спектрального класу
A9 й має видиму зоряну величину в смузі V приблизно  9,0.

## Пекулярний хімічний вміст
Зоряна атмосфера HD33629 має підвищений вміст 
Cr
.